# Neue Landschaft Ronneburg

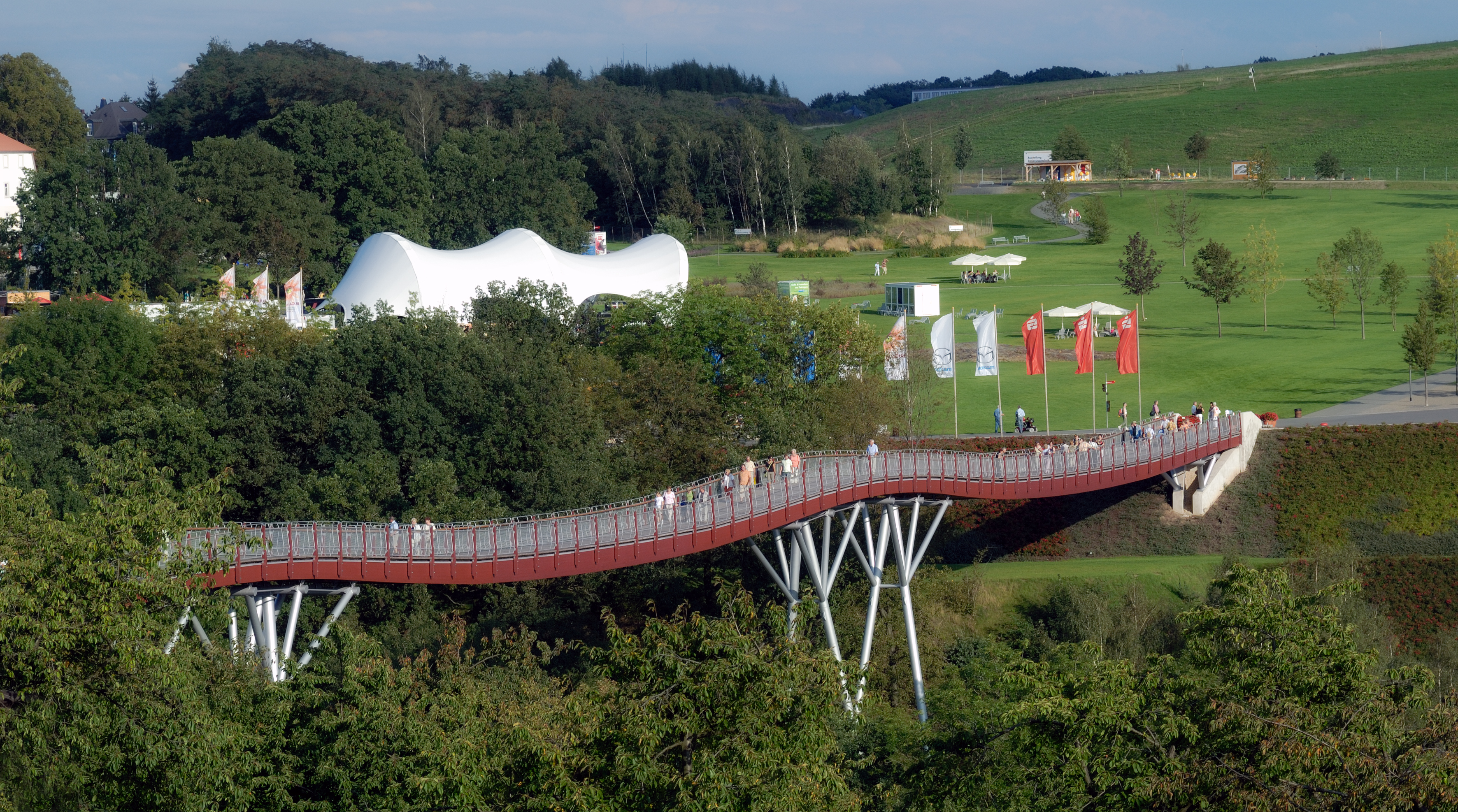
Die Holzbrücke Drachenschwanz über das Gessental in der Neuen Landschaft Ronneburg.

Die Neue Landschaft Ronneburg ist ein Landschaftspark im ostthüringischen Ronneburg, der in einem ehemaligen Uranerzbergbaugebiet der SDAG Wismut entstand. Der 124 Hektar große Park war einer der beiden Ausstellungsbereiche der Bundesgartenschau 2007.

## Wismut-Sanierung

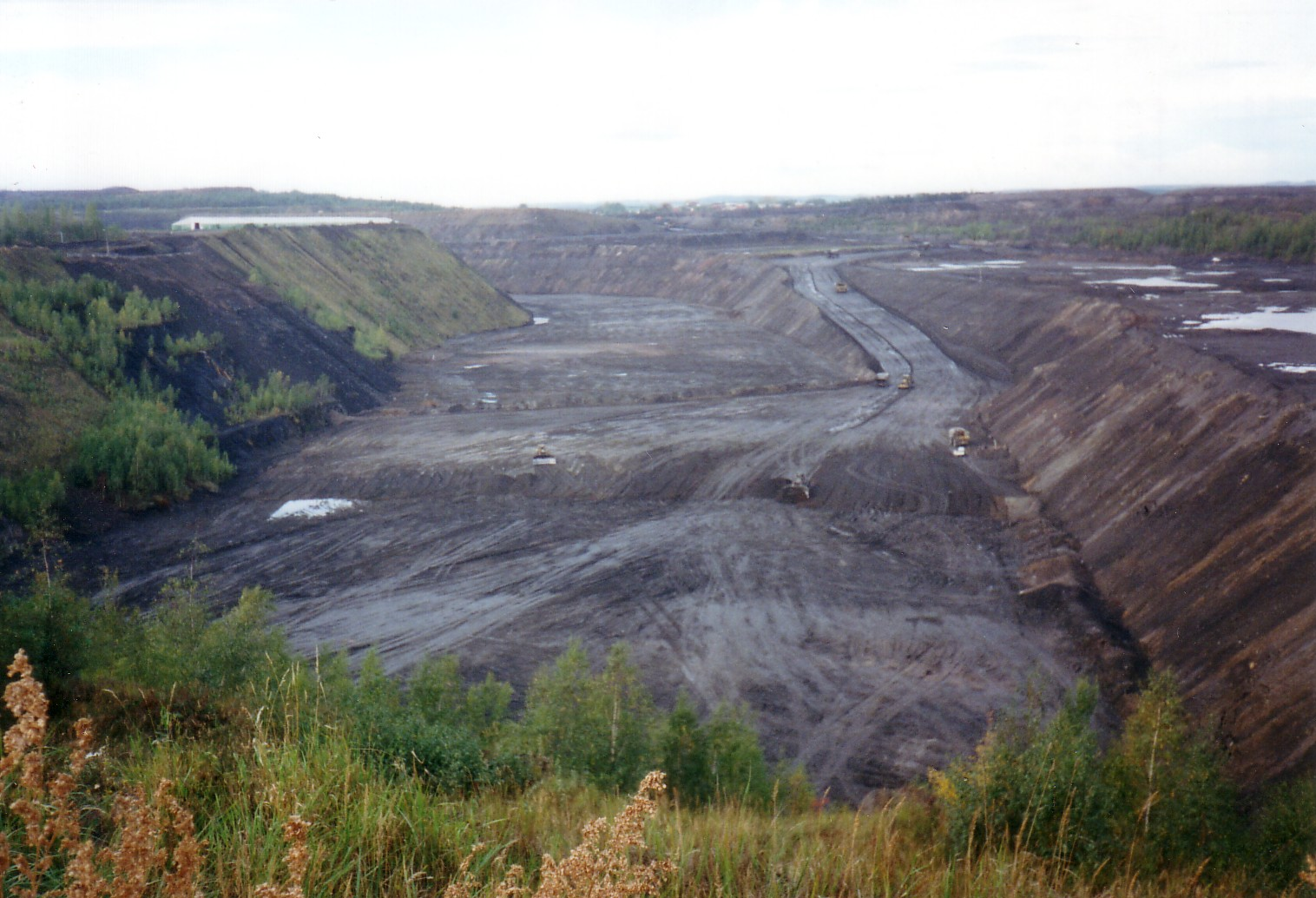
Restloch des Tagebaues Lichtenberg im Oktober 2000

Der Uranbergbau, der in der Region Ronneburg sowohl unter Tage als auch im Tagebau betrieben worden war, wurde nach der politischen Wende 1990 eingestellt. Die in eine GmbH umgewandelte Wismut begann danach mit der Sanierung des Geländes, zu dem u. a. der Tagebau Lichtenberg mit der angrenzenden Nordhalde sowie als weithin sichtbare Landmarken die beiden Spitzkegelhaldenpaare von Reust und Paitzdorf gehörten.
Im Laufe der Arbeiten wurde die Nordhalde vollständig in das Tagebaurestloch umgelagert, wobei eine künstliche Erhebung, die Schmirchauer Höhe, entstand. Die Abtragung der Spitzkegelhalden erfolgte in den Jahren 2004 bis 2006.

## Bundesgartenschau 2007

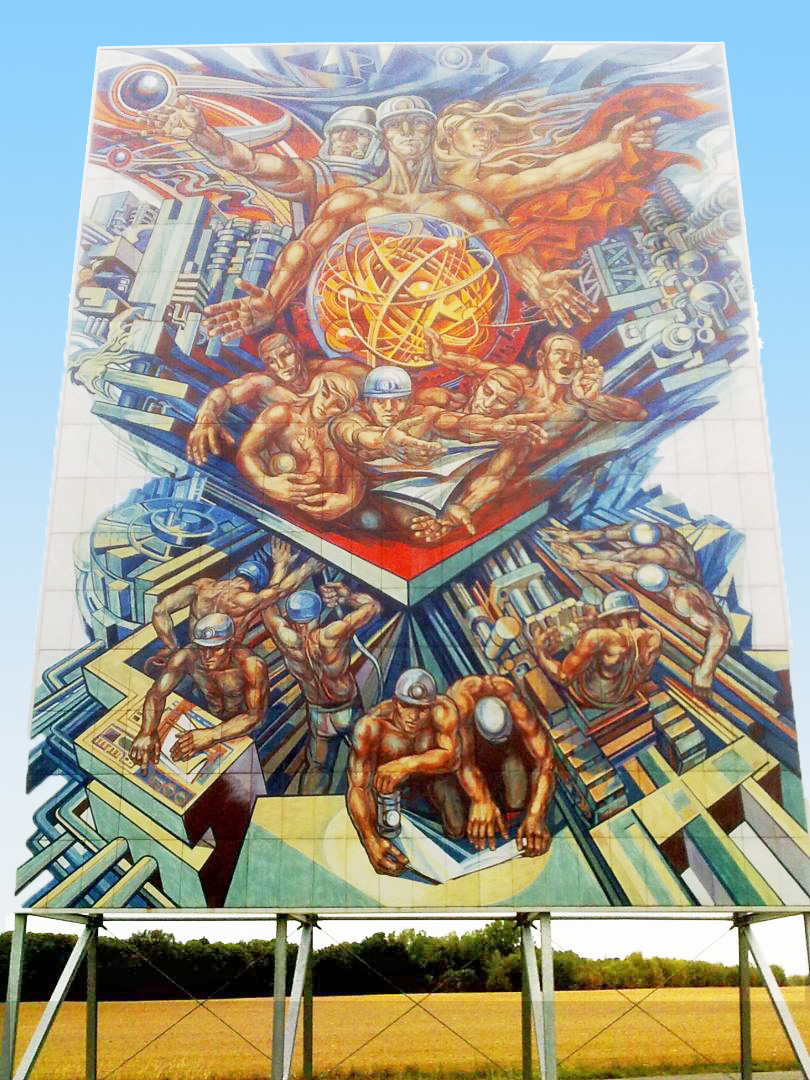
Großbild „Die friedliche Nutzung der Kernenergie“ von Werner Petzold

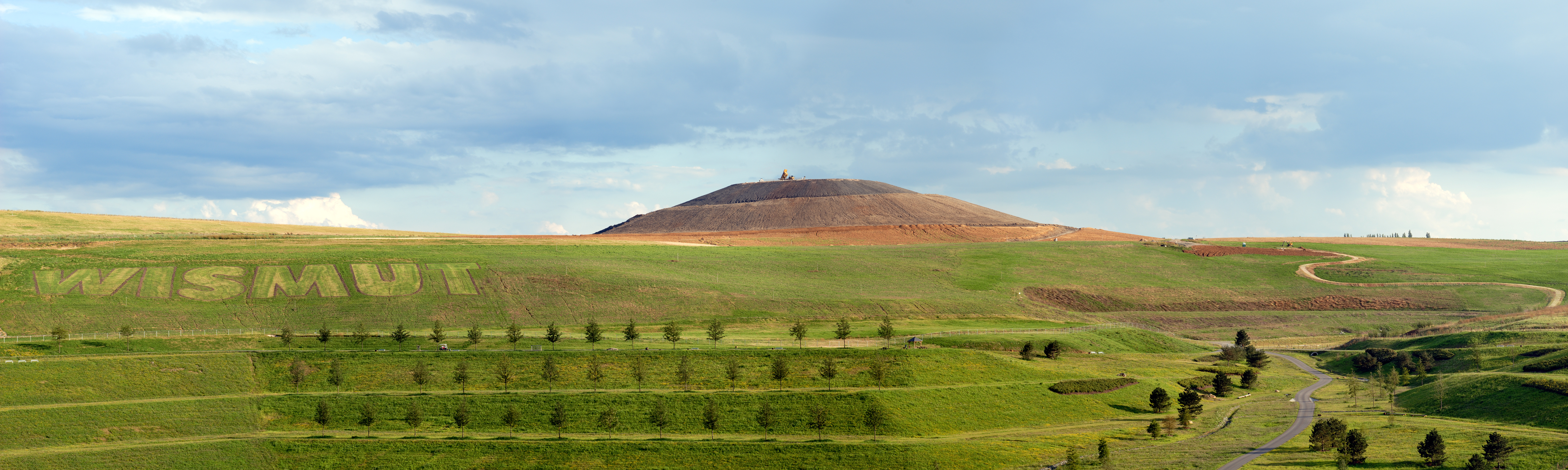
Blick über die Neue Landschaft Ronneburg auf die Schmirchauer Höhe, die an der Stelle des früheren Tagebaues entstand

Zur Bundesgartenschau, die vom 27. April bis zum 14. Oktober 2007 in Gera und dem benachbarten Ronneburg stattfand, war die Neue Landschaft Ronneburg neben dem Geraer Hofwiesenpark einer der beiden Hauptausstellungsbereiche. Ein in kurzen Zeitabständen fahrender Busshuttle verband den Hofwiesenpark mit dem Parkplatz am Flugplatz Gera und mit der Neuen Landschaft Ronneburg. Am Parkeingang der Neuen Landschaft Ronneburg gab es Rollstühle für Behinderte und den Haltepunkt für eine geführte Rundfahrt durch das weiträumige Parkgelände.

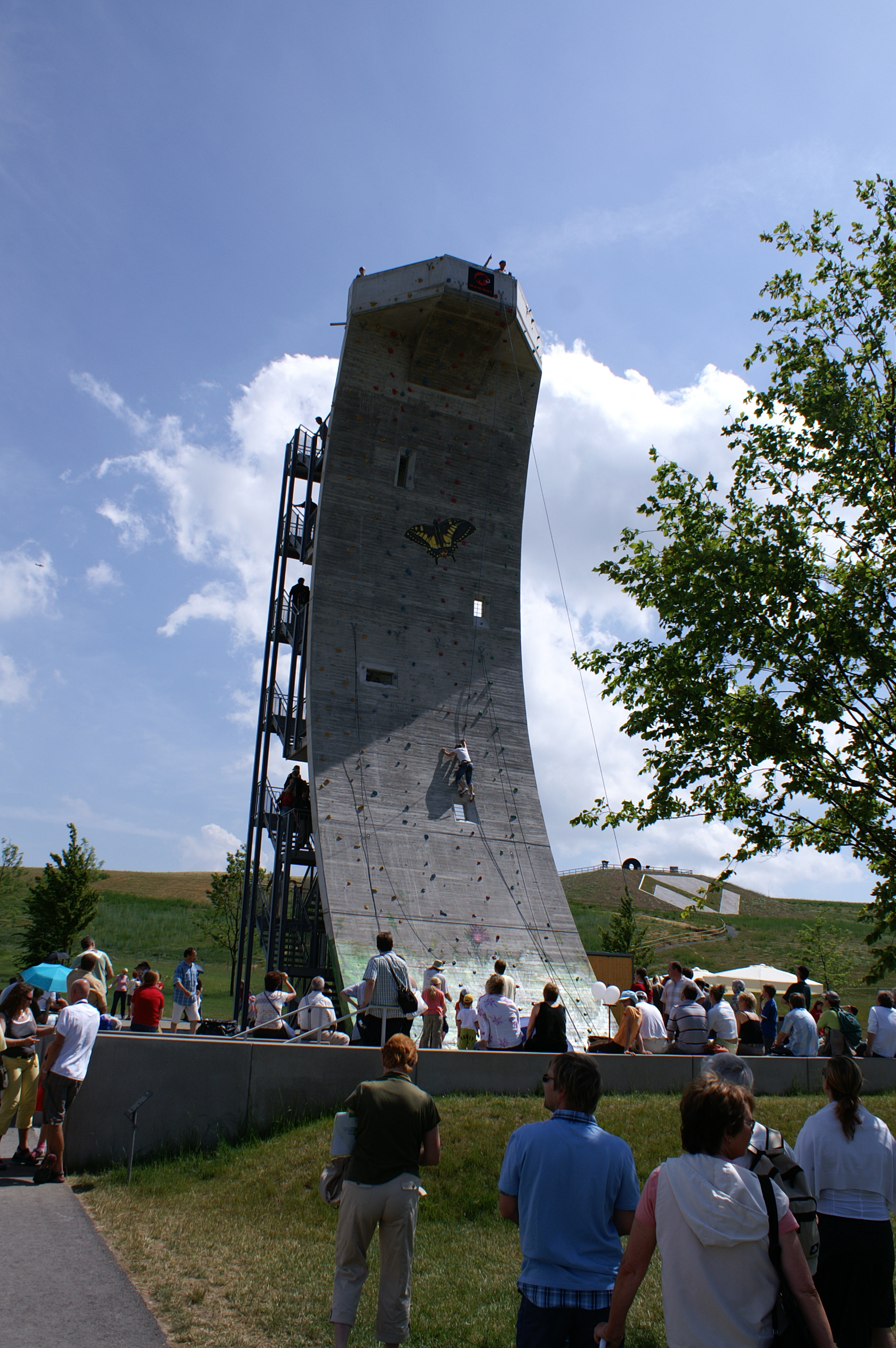
Aussichtsturm und Kletterwand, an einen Förderturm erinnernd

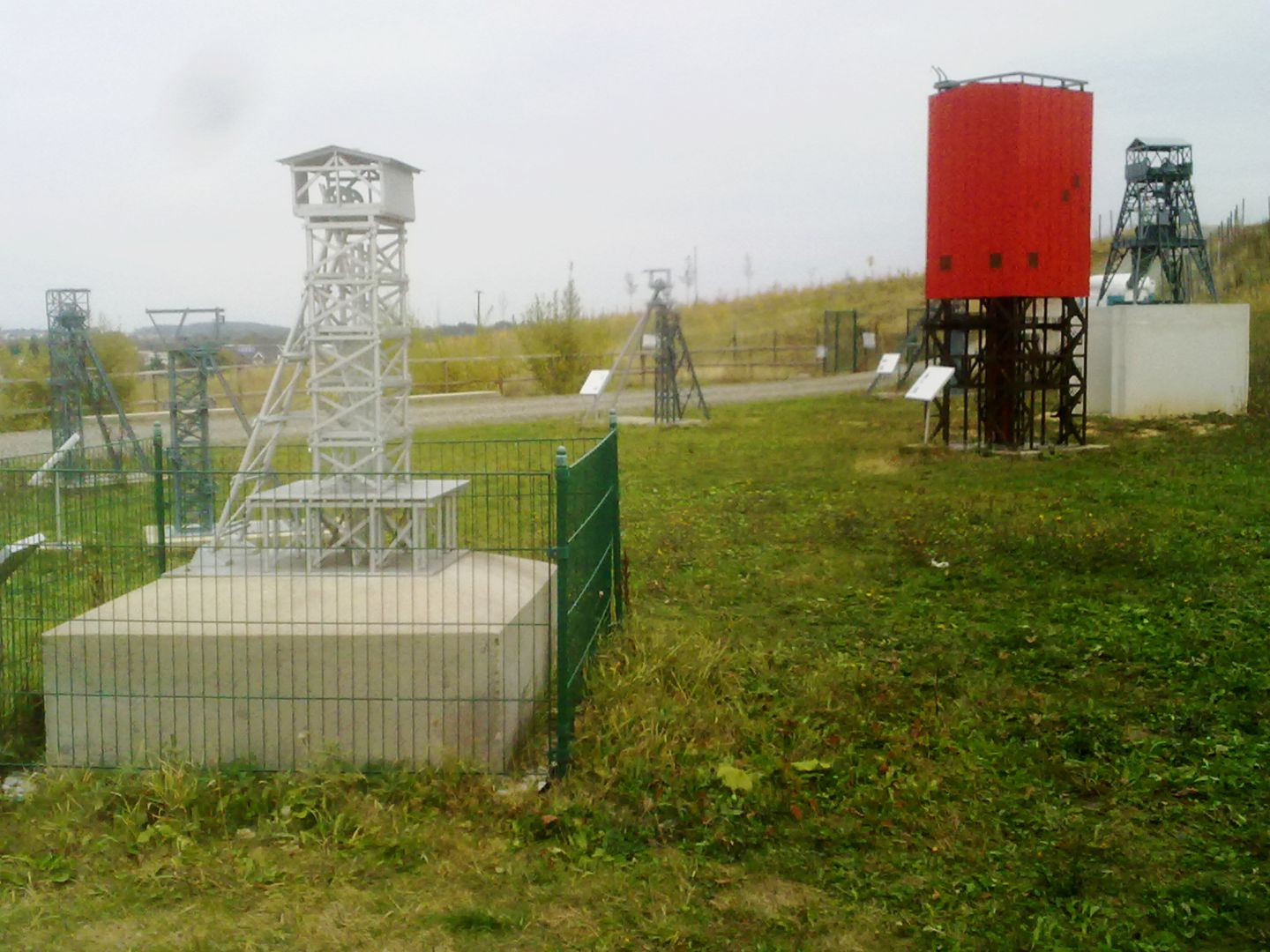
Modelle von Fördertürmen auf dem Schmirchauer Balkon

Ausstellungsschwerpunkte der rund 60 Hektar Buga-Schauflächen in der Neuen Landschaft Ronneburg waren das Große Arboretum sowie der Rosengarten mit der Informationshalle der Wismut GmbH. Die Neue Landschaft Ronneburg wird durch das Gessental in zwei höher gelegene Bereiche geteilt. Verbunden werden diese durch die größte Holzbrücke Europas mit dem Namen Drachenschwanz. Außerdem wurde während der Bundesgartenschau 2007 auch die längste Sitzbank der Welt auf den Lichtenberger Kanten errichtet.
Ein offizielles Begleitprogramm des Landkreises Altenburger Land zur Bundesgartenschau 2007 war die Ausstellung Resurrektion Aurora (d. h. Auferstehung Morgenröte) mit dem Förderturm Löbichau des ehemaligen Schachtes 403 und einer Lindenallee für Fußgänger und Radfahrer zur sanierten Halde Beerwalde, die bis zur Bergkuppe begangen werden kann. 2009 wurde das Großbild „Die friedliche Nutzung der Kernenergie“ von Werner Petzold, ein Werk des Sozialistischen Realismus ursprünglich am Giebel eines Wismutgebäudes in Paitzdorf, zwischen Halde und Turm wieder eingeweiht. Mit 12 Metern Breite und fast 16 Metern Höhe ist es das vermutlich größte freistehende Bild weltweit. Der Skulpturenkunstpark „Menschliche Dimensionen“ wurde direkt unter dem Förderturm angelegt. Die Ausstellungsfläche Förderturm Löbichau befindet sich nördlich von Ronneburg neben dem Sportplatz des Ortes Löbichau; sie kann mit dem Auto von Ronneburg oder von der Ausfahrt der A 4 Ronneburg über die B 7 in wenigen Minuten erreicht werden.

### Entdeckerturm
Ebenfalls Teil der Anlage ist der 2006 errichtete 20 m hohe Entdeckerturm, der multifunktional als Aussichtsturm und Kletterwand nutzbar ist und an einen Förderturm erinnert. An seinen gekrümmten Stahlbetonwänden sind an acht verschiedenen Kletterrouten Kunststoffgriffe angebracht, welche die Kletterschwierigkeitsgrade 1 bis 10 bieten. Im unteren Bereich ermöglichen speziell gesetzte Griffelemente das Bouldern.

### Schmirchauer Höhe

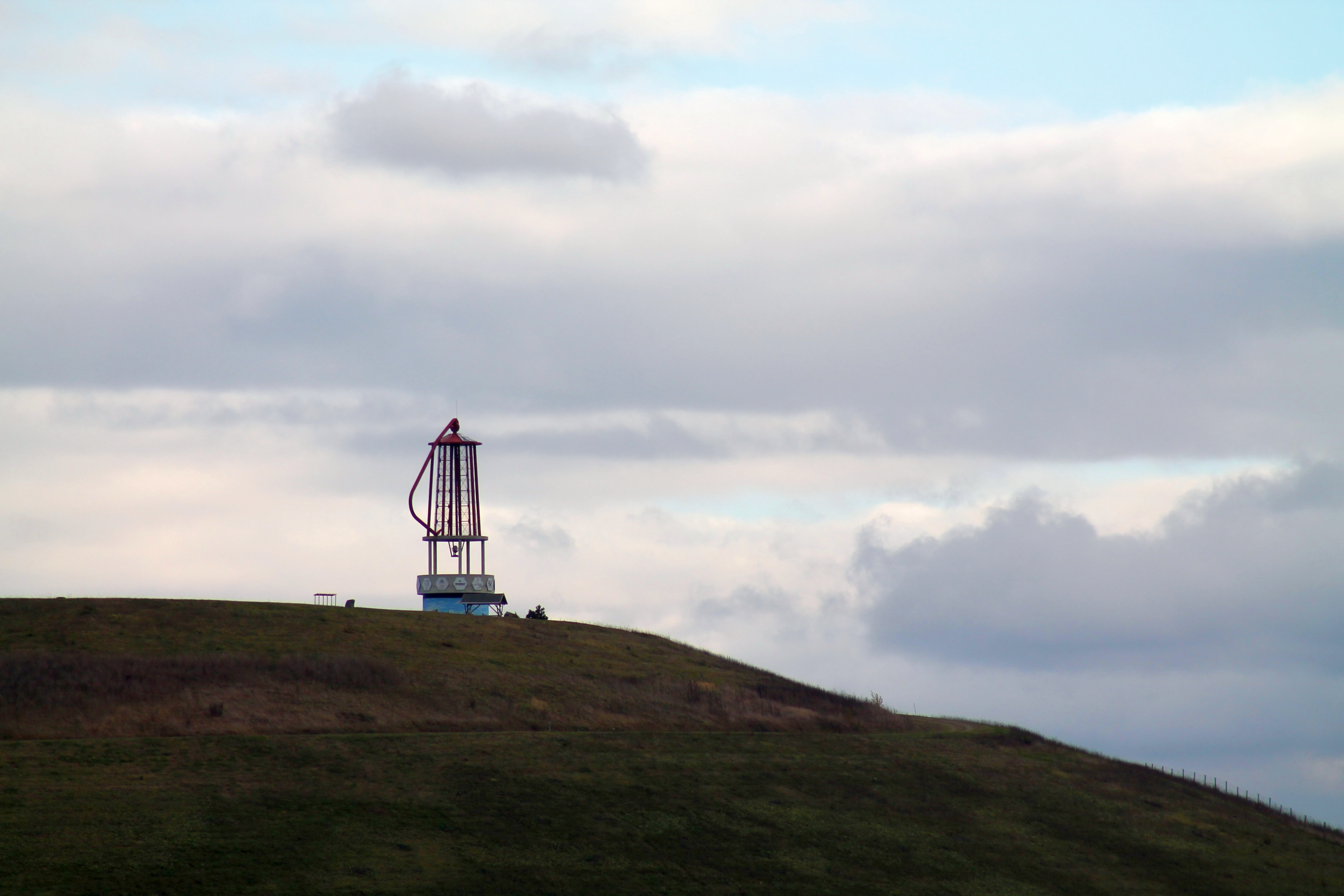
Grubengeleucht

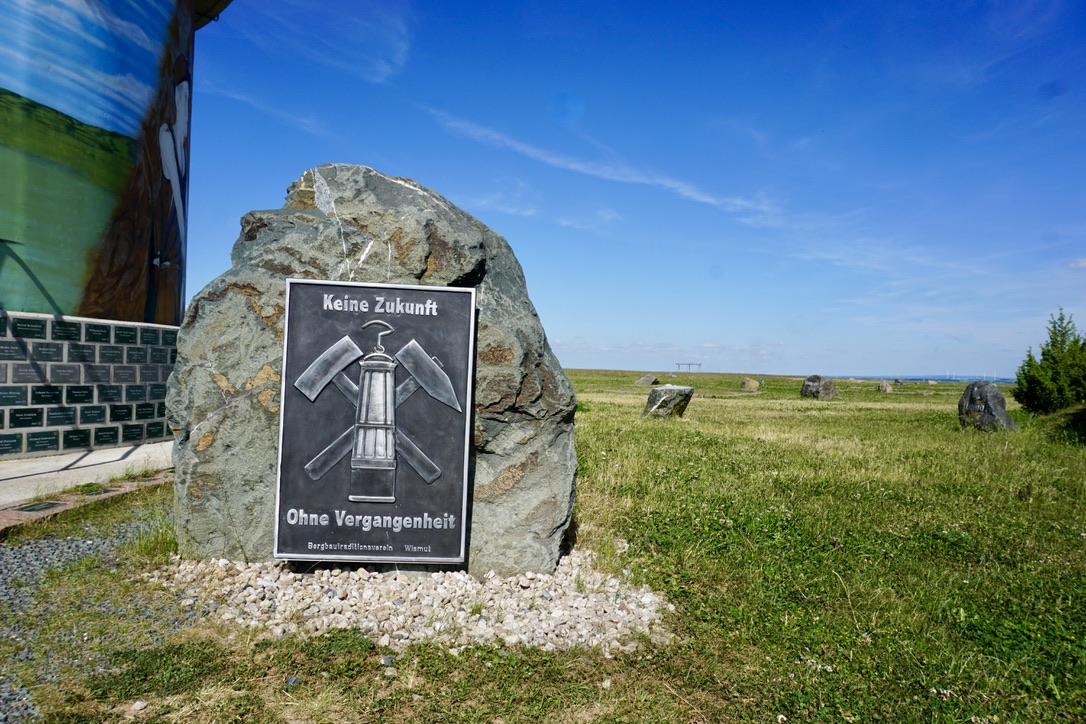
Gedenkstein auf der Schmirchauer Höhe

Mit einer begehbaren Landkarte auf der Schmirchauer Höhe und einer Ausstellung mit Modellen der Fördertürme des Ronneburger Reviers auf dem darunter gelegenen Schmirchauer Balkon wurde das angrenzende Gelände in den Jahren nach der Buga weiter gestaltet. 2012 wurde am höchsten Punkt der Anhöhe die weithin sichtbare Landmarke Grubengeleucht fertiggestellt. Diese 20 m hohe Metallkonstruktion in Form einer Grubenlampe kann als Aussichtsturm bestiegen werden und bietet eine Aussichtsplattform in 5 m Höhe.
Eine ähnliche Haldenkunstskulptur befindet sich in Nordrhein-Westfalen bei Moers auf der Halde Rheinpreußen.

## Nachnutzung

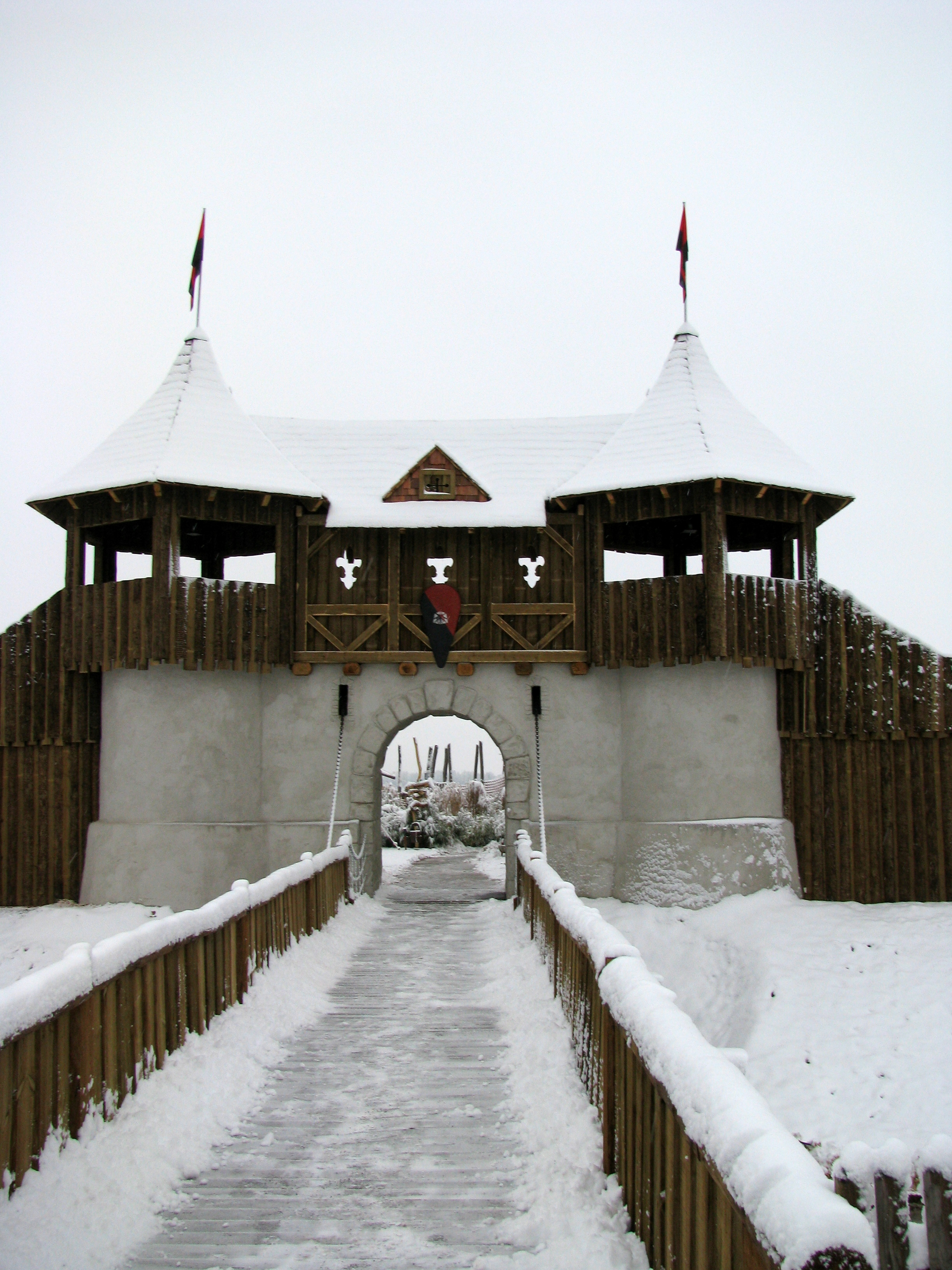
Die Zugbrücke der Wehranlage im Themenpark Weltentor

Am 7. Dezember 2007 wurde zwischen der Stadt Ronneburg, dem Landkreis Greiz und der Weltentor GmbH & Co.KG Bad Frankenhausen (jetzt Weltentor GmbH & Co.KG – Ronneburg) eine Vereinbarung über die Zusammenarbeit zur Errichtung eines Mittelalter- und Fantasyparks in einem Teil der Neuen Landschaft geschlossen, des Themenparks Weltentor und wurde mit einem Wintermarkt vom 15. November bis zum 31. Dezember 2008 eröffnet, der reguläre Betrieb begann mit 1. Mai 2009. Die Weltentor GmbH & Co. KG erhielt dafür Fördermittel des Landes Thüringen. Im Juni 2009 meldeten die Weltentor GmbH & Co. KG und die Weltentor Beteiligungsgesellschaft mbH allerdings Insolvenz an. Der Park wurde vorläufig von einer Unternehmergesellschaft unter Beteiligung der Parkmitarbeiter weiterbetrieben, die allerdings am 15. Oktober 2009 ebenfalls Insolvenz anmeldete. Damit wurde der Park endgültig geschlossen.
Bis 2016 wurde das Gelände von einem Verein gepachtet, welcher teilweise aus ehemaligen Mitarbeitern des Themenparks bestand. Das Volk von Caraslan e. V. hielt hierbei das Gelände instand. Dem Verein wurde gekündigt und die Gebäude 2016 abgerissen.
Weitere Teile des Landschaftsparks wie der Ronneburger Balkon und das ehemalige Ronneburger Rittergut werden weiterhin durch die Kommune betrieben. Für den Besuch des Landschaftsparks wird seit 2009 eine Gebühr erhoben. Am 21. August 2010 wurde in der Neuen Landschaft eine massive Freilichtbühne eingeweiht, die zu 90 Prozent aus Fördermitteln finanziert wurde und an deren Standort sich bereits zur BUGA eine temporäre Bühne befunden hatte.